# Wenzel Salomon

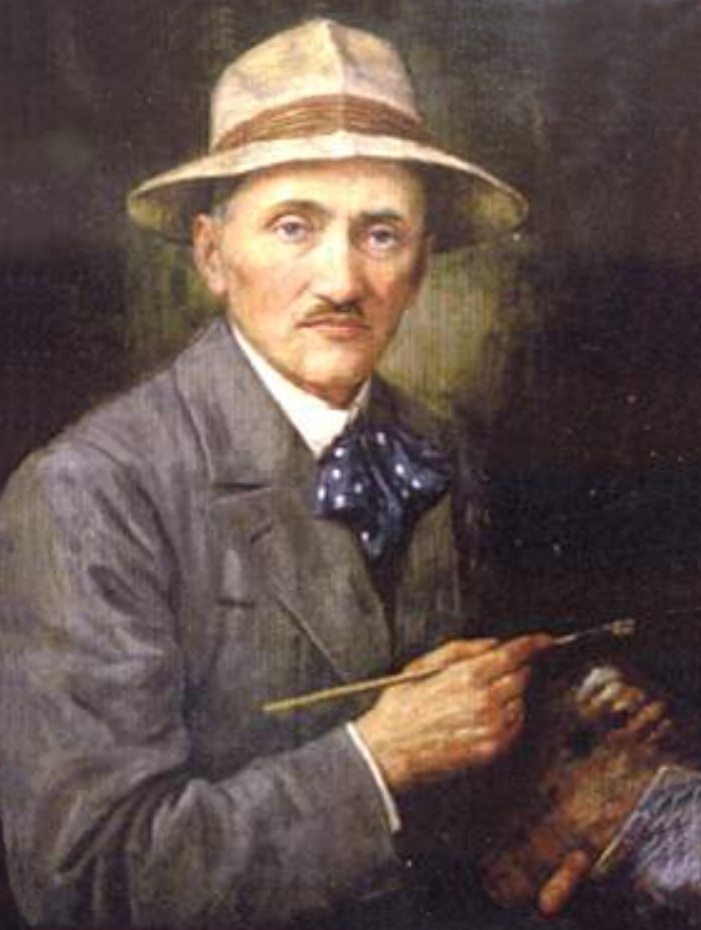
Autoportét Wenzela Salomona

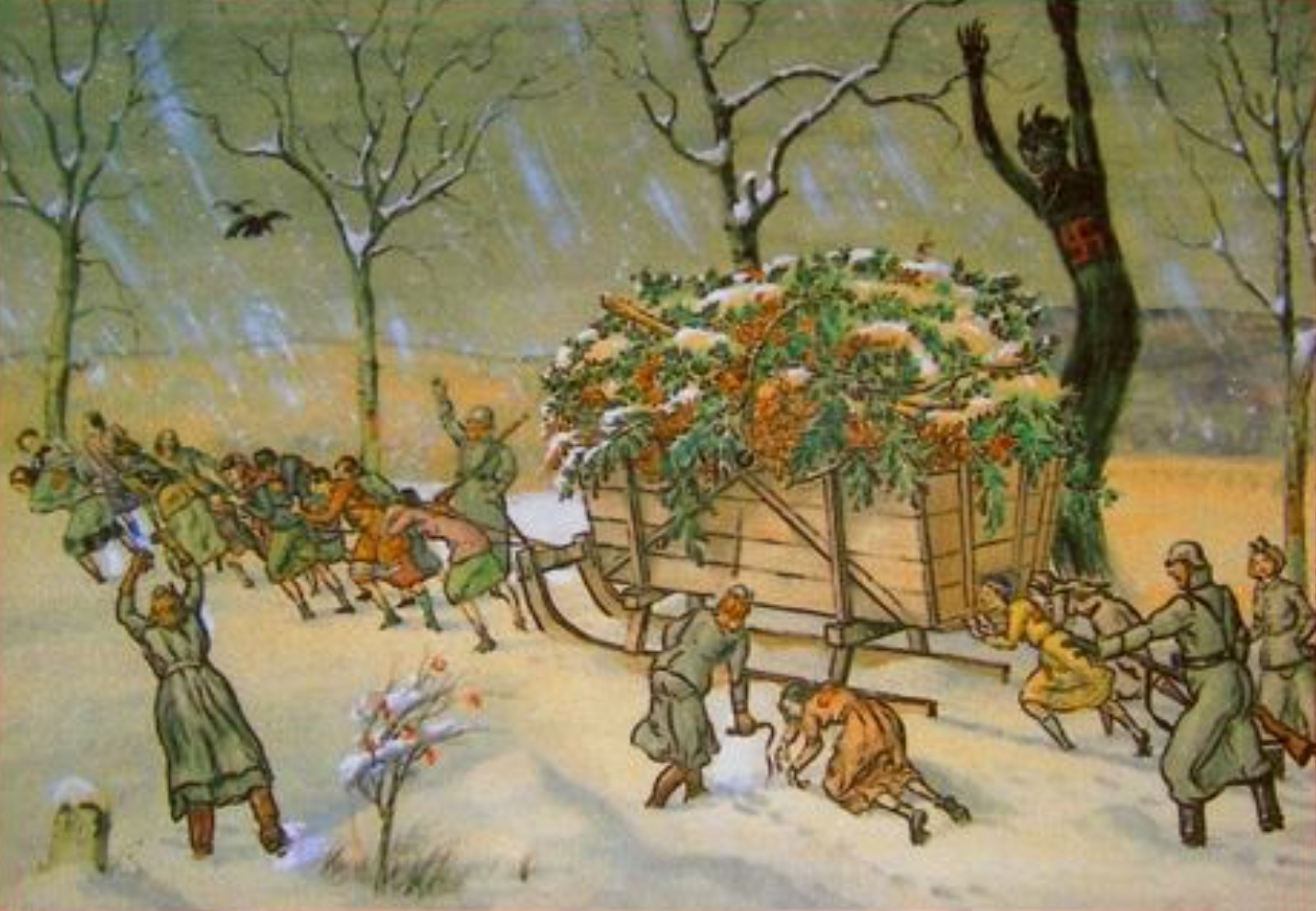
Pracovní skupina žen v Terezíně (1945)

Wenzel Salomon (4. února 1874 Jiřetín pod Jedlovou – 7. června 1953 Rumburk) byl sudetoněmecký malíř.

## Život
Wenzel Salomon se narodil v rodině chudého tkalce (Weber) Wenzela Salomona a jeho ženy Apollonie, žijící v domě čp. 111 v Jiřetíně pod Jedlovou. Do svých dvaceti let pracoval jako medailér v Podmoklech (Bodenbach). Potom nastoupil vojenskou službu u 42. pěšího pluku, v němž dosáhl postavení poddůstojníka. V Mnichově studoval figurální nástěnnou malbu. Žil v Brně, Vídni, Německu a Itálii.Po návratu do Jiřetína se věnoval především krajinomalbě a portrétnímu malířství. Dopisoval do regionálních periodik, varnsdorfského Abwehru a rumburských novin Rumburger Zeitung. Pracoval též jako restaurátor (kostel v Žandově – Sandau).
Ve dvacátých letech se stal spoluzakladatelem uměleckého spolku svazu umělců Šluknovského výběžku Künstlerbund Niederland. V roce 1939 se v Jiřetíně pod Jedlovou oženil (civilní sňatek). S manželkou a dcerou, která zemřela ještě v dětském věku na tyfus, žili v čp. 32, na rohu náměstí a dnešní Vinařské ulice v Jiřetíně pod Jedlovou.

## Dílo
Pro náměty svých děl se vydával nejraději do okolí Tolštejna, maloval zříceninu hradu, zvoničku pod ním, Jedlovou i Křížovou horu. Často ztvárňoval své rodné městečko, a to jak na celkových pohledech, tak i v detailech ulic, uliček a domů. Ve vlastnictví obecního úřadu v Jiřetíně pod Jedlovou se nachází na příklad obraz kostela sv. Máří Magdalény a náměstí v Krásné Lípě, který je kopií originálu krásnolipského malíře Augusta Frinda (1852–1924). Salomon zachytil v roce 1923 také podobu kaple sv. Jana Křtitele na Strážném vrchu u Rumburka. Pracoval většinou olejovými barvami, ale známa je i celá řada akvarelů. Jeho obraz Varnsdorfu z roku 1912 je uchováván ve varnsdorfském muzeu.

Ukázky z díla
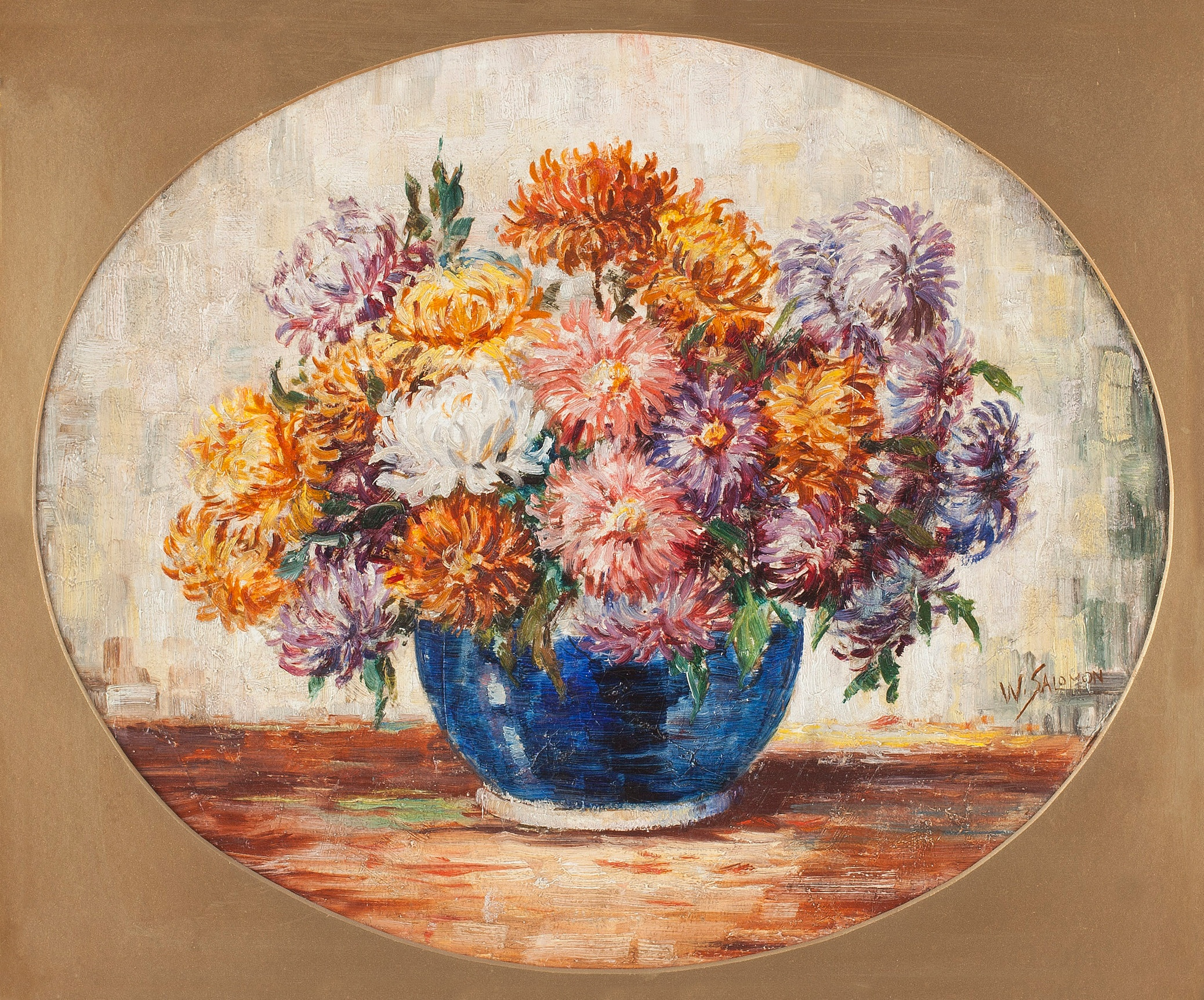
Květinové zátiší
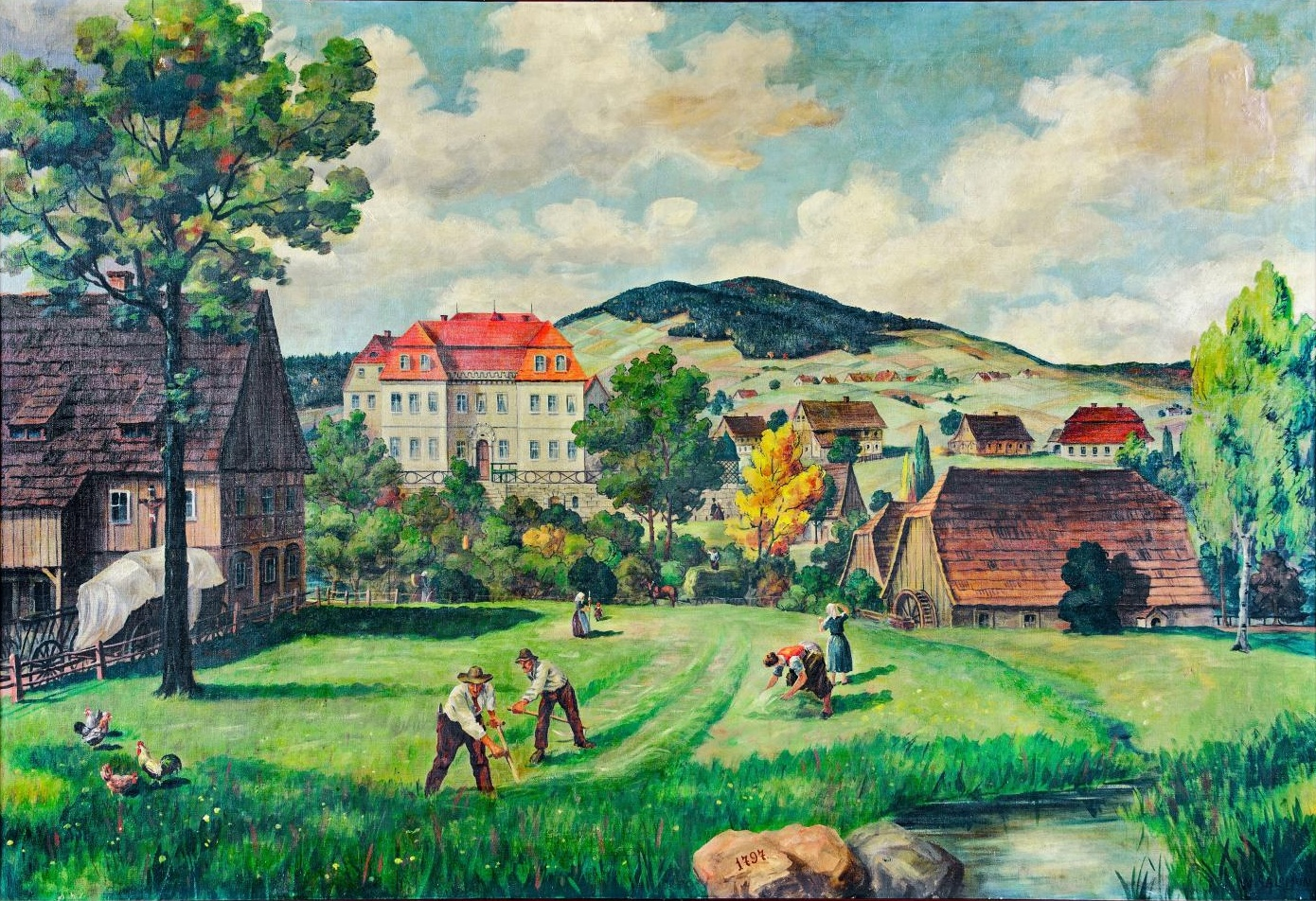
Varnsdorf – kavárna Wendler (1912)
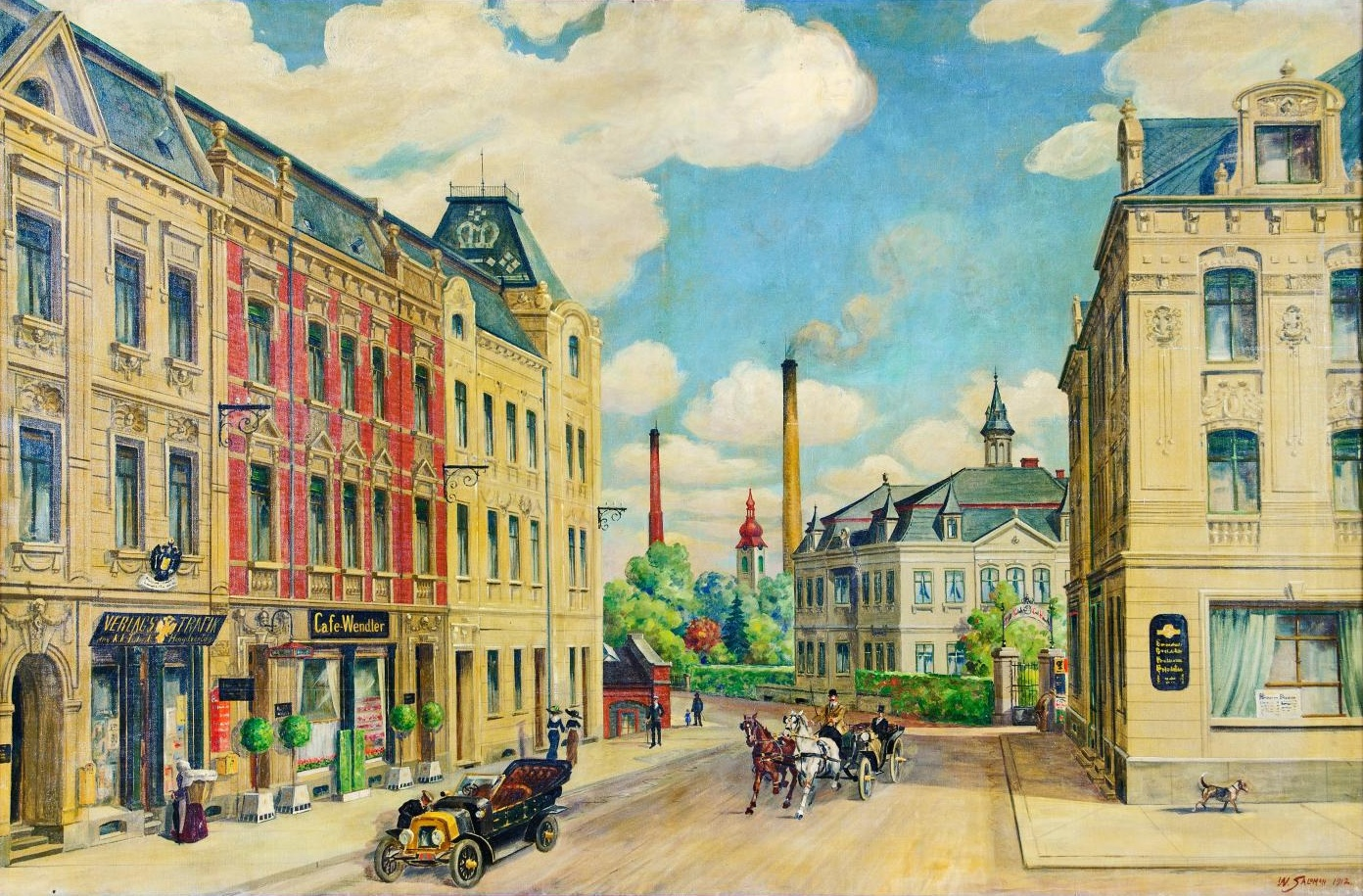
První Hanischova vila ve Varnsdorfu

### Svědectví o pochodu smrti
V zimě roku 1945 podal neobyčejné svědectví, když namaloval dva oleje, znázorňující pochod smrti procházející Jiřetínem pod Jedlovou. Jeden z těchto obrazů je uchováván v Památníku Terezín, druhý je nezvěstný.